# Herren im Bad

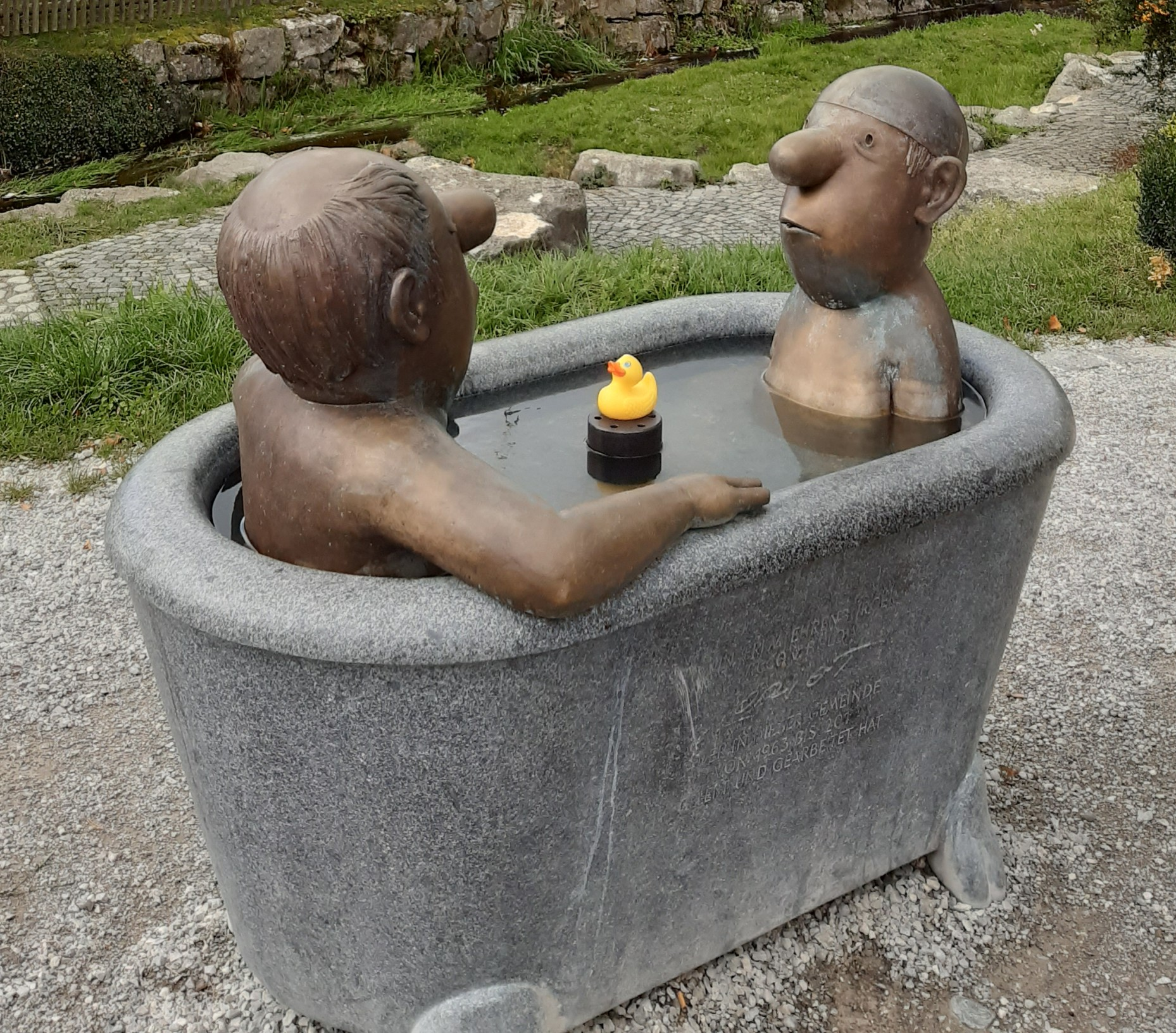
Loriot-Denkmal in Münsing, eine Plastik nach dem Zeichentricksketch (links Dr. Klöbner, rechts Müller-Lüdenscheidt)

Herren im Bad ist einer der bekanntesten Sketche von Loriot. Der Zeichentricksketch wurde erstmals am 15. Juni 1978 im Rahmen der Sendung Loriot V von Radio Bremen ausgestrahlt.

## Handlung
Man sieht die Protagonisten, zwei offenbar gut situierte Herren im mittleren Alter mit Namen Müller-Lüdenscheidt und Dr. Klöbner, an entgegengesetzten Enden in einer zu einem Hotelzimmer gehörigen Badewanne sitzen.
Im Laufe des Gesprächs, das zwar in gemessenem Tonfall geführt wird, jedoch inhaltlich hauptsächlich aus bissigen Bemerkungen und Vorwürfen besteht, stellt sich heraus, dass Dr. Klöbner sich in der Zimmernummer geirrt hat (und daher, wie Müller-Lüdenscheidt formuliert, „in einer Fremdwanne“ sitzt). Müller-Lüdenscheidt hat das eingelassene Wasser wieder abgelassen. Dr. Klöbner hatte es zuvor eingelassen, weil er die Badewanne für seine eigene hielt, weigert sich jetzt jedoch, seinen Irrtum einzugestehen, was zu einem zunehmend absurden Gesprächsverlauf führt („Wissen Sie, dass viele Menschen überhaupt kein Bad besitzen?“ – „Ach, Sozi sind Sie wohl auch noch!“).
Kaum haben sich die beiden mühsam auf erneutes Wassereinlassen sowie eine angemessene Temperatur geeinigt, will Dr. Klöbner unbedingt sein Quietscheentchen in die Wanne nehmen („Ich bade immer mit dieser Ente!“), was Müller-Lüdenscheidt schon aus Prinzip ablehnt („Nicht mit mir!“). Seine Drohung, das Wasser erneut abzulassen, kann Müller-Lüdenscheidt nicht umsetzen, da er selbst auf dem Stöpsel sitzt. So gibt er schließlich nach, worauf sich Dr. Klöbner in jähem Sinneswandel weigert, seine Ente mit einem solchen Menschen das Wasser teilen zu lassen, worauf Müller-Lüdenscheidt ebenfalls entgegen seiner ursprünglichen Meinung Dr. Klöbner nachdrücklich dazu auffordert, die Ente in die Wanne zu nehmen („Sie lassen sofort die Ente zu Wasser!“) und nach abermaliger Weigerung versucht, die Ente durch Untertauchen ins Wasser zu zwingen, was zu einem Wetttauchen führt. Während sich die beiden noch darüber streiten, wer dieses gewonnen hat, und es mit einem gleichzeitigen Tauchen zu entscheiden versuchen, tritt ein dritter unbekleideter Herr ins Bad und fragt etwas verlegen nach der Nummer des Zimmers.

## Rezeption

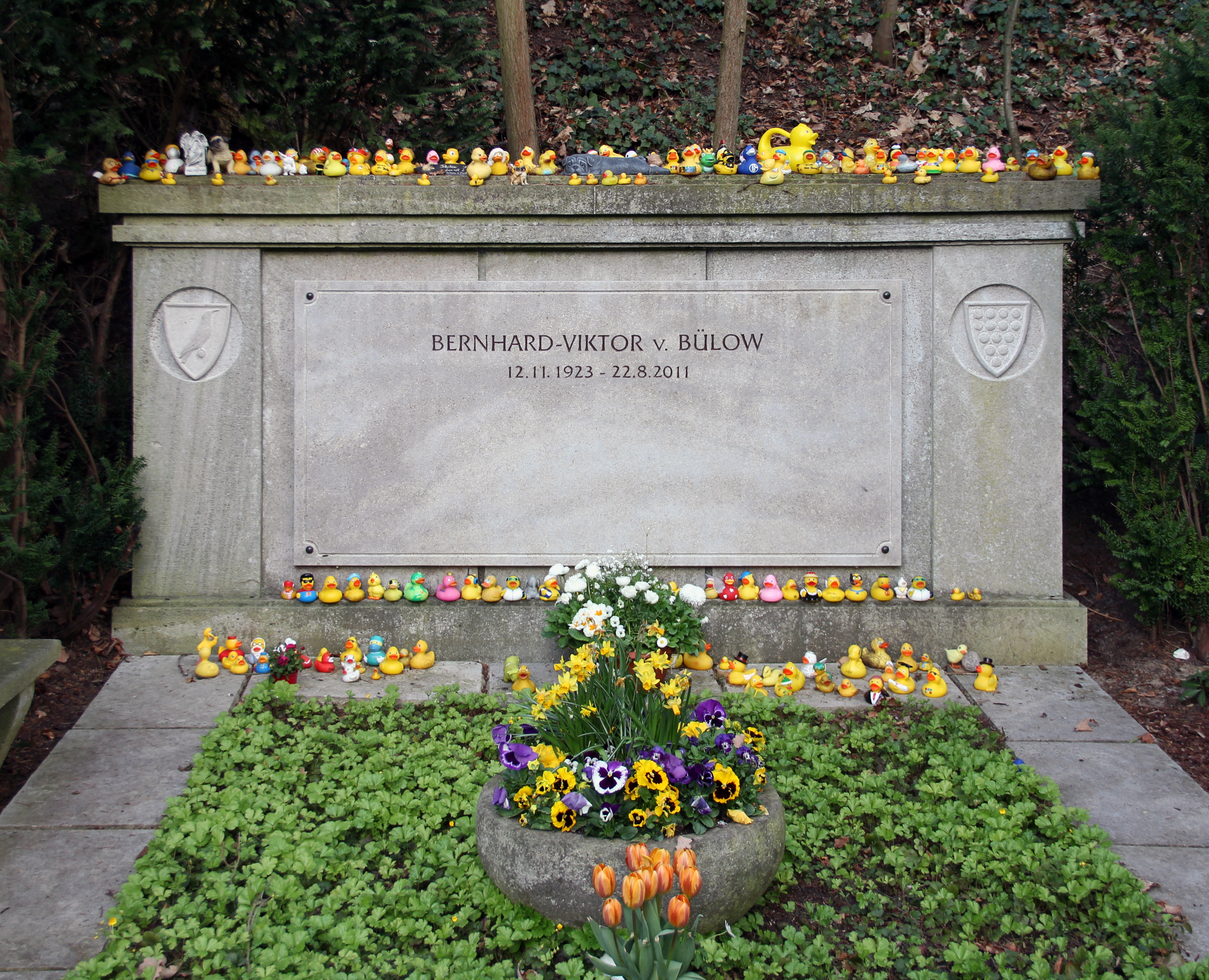
Grabstätte von Vicco von Bülow auf dem Berliner Waldfriedhof Heerstraße

Aus diesem Sketch stammende Aussprüche wie „Aber ich kann länger!“ und „Die Ente bleibt draußen!“ sind zu geflügelten Worten geworden. Auch die Interjektion „Ach!“ im Tonfall der beiden Herren fand breitere Rezeption.
Die Gummiente, zentrale Figur dieses Sketches, wurde als Reminiszenz in großer Anzahl von Fans auf Loriots Grabstein auf dem Berliner Waldfriedhof Heerstraße niedergelegt. Die Frage, ob diese Aktion an einem Grab angemessen ist, wurde unterschiedlich diskutiert.
Die Deutsche Post AG brachte am 3. Januar 2011 eine Wohlfahrtsmarke im Wert von 55+25 Cent mit einer Zeichnung aus Loriots Cartoon heraus.
Der Name der Figur Müller-Lüdenscheidt kann auf den aus der Stadt Lüdenscheid stammenden Regisseur Hans Müller zurückgeführt werden. In der Wahrnehmung der Stadtverwaltung trug der Name der Figur zur Bekanntheit der Stadt bei. In einer Einkaufspassage nahe dem dortigen Rathausplatz steht eine Plastik des Bildhauers Frijo Müller-Belecke, die Müller-Lüdenscheidt zusammen mit Dr. Klöbner in der Badewanne darstellt. 2017 wurde auch im oberbayerischen Münsing eine an Bilder des Sketches angelehnte Plastik eingeweiht. Die beiden Herren speien hier statt eines Dialoges abwechselnd Wasser. Loriot lebte seit 1963 in dem Ort und ist auch Ehrenbürger der Gemeinde.